# Sandfjädermott
Sandfjädermott Stenoptilia aridus är en fjärilsart som beskrevs av Philipp Christoph Zeller 1847. Sandfjädermott ingår i släktet Stenoptilia och familjen fjädermott (Pterophoridae). Inga underarter finns listade i Catalogue of Life. Sandfjädermott är ännu inte funnet i Sverige.

## Kännetecken
Vingbredd 17-25 mm. Framvingar gråbruna, vid bakkanten smalt gulaktiga med längsrader av svarta och vita fjäll och två mörka punkter vid klyvningen och en punktformad fläck på mitten. Framkantsfransar bruna. Bakvingar mörkbruna. 

## Flygtid
Fjärilen flyger från maj till september. 

## Förekomst
Fjärilen flyger allmänt på sandmarker.  

## Biologi
Larven är ej beskriven. 

## Värdväxter
Grobladsväxter (Plantaginaceae)

## Utbredning
Påträffad som migrant i Danmark men saknas i övriga Norden.